# Aladağ
Aladağ là một huyện thuộc tỉnh Adana, Thổ Nhĩ Kỳ. Huyện có diện tích 1347 km² và dân số thời điểm năm 2007 là 17506 người, mật độ 13 người/km².